# Bet Nir
Bet Nir (hebr. בית ניר) – kibuc położony w samorządzie regionu Jo’aw, w Dystrykcie Południowym, w Izraelu.
Leży we wschodniej części Szefeli, w pobliżu Judei.
Członek Ruchu Kibuców (Ha-Tenu’a ha-Kibbucit).

## Historia
Kibuc został założony w 1957 przez członków ruchu Ha-Szomer Ha-Cair.

## Gospodarka
Gospodarka kibucu opiera się sadownictwie. Produkuje się tutaj napoje bezalkoholowe i biżuterię.